# Lazy (canción de Deep Purple)
Lazy es una canción del grupo de hard rock británico Deep Purple, incluida en el álbum Machine Head en el año 1972, cuya una duración de estudio es de 7:19. También fue incluida en el disco Made in Japan de 1972.

## Historia
La canción comienza como solo instrumental del tecladista Jon Lord con su órgano Hammond, es seguida por el riff principal y con un intercambios de solos entre él mismo y el guitarrista Ritchie Blackmore. El vocalista Ian Gillan llega con las voces más adelante en la canción. También utiliza la armónica, tanto en la versión de estudio y en directo. Con más de 7 minutos de duración, es el tema más largo del disco, y versiones en vivo a menudo se extendieron más allá de 10 minutos. Para muchos es uno de los mejores temas del disco, junto al tema de cabecera Highway Star y el mítico Smoke on the Water.
Para el vocalista Ian Gillan el tema es una clara exposición del Rhythm and blues que la banda poseía en los momentos de creación del disco. Según una encuesta a los lectores de la revista Guitar World, el solo de guitarra realizado por Ritchie Blackmore está dentro de los 100 mejores de todos los tiempos.

## Componentes
- Ritchie Blackmore - Guitarra eléctrica
- Ian Gillan - Vocalista, armónica
- Roger Glover - Bajo eléctrico
- Jon Lord - Órgano
- Ian Paice - Baterista